# TO DO X TOMORROW X TOGETHER
《TO DO X TOMORROW X TOGETHER》는 매주 월요일 밤 9시에 유튜브와 V LIVE에 동시 업로드 되는 대한민국의 보이 그룹 투모로우바이투게더의 자체 예능이다. 시즌제로 진행하며 보통 다음 앨범 컴백하기 한 달 전까지 업로드 되고 컴백 활동기 후 다음 시즌에서는 오프닝과 로고가 컴백에 맞게 바뀐다. 또한, 명칭이 매우 길기 때문에 주로 TO DO라고 줄여 부른다. 매주 미션을 하여 포도알 스티커를 얻어 1화에서 멤버들이 그린 포도 그림에 포도알을 전부 채우면 원하는 것을 할 수 있다.

## 출연진
- 수빈
- 연준
- 범규
- 태현
- 휴닝카이

## <TO DO X TOMORROW X TOGETHER 1>

### 방송 기간
2020년 1월 13일 ~ 2020년 4월 27일 (16부작)

### 오프닝
꿈의 장: MAGIC의 타이틀곡 '9와 4분의 3 승강장에서 너를 기다려'로 오프닝이 시작되었다.

### 에피소드

#### EP.1 ~ EP.2
포도알 그리기를 하며 TO DO X TOMORROW X TOGETHER의 시작을 연다.

#### EP.3 ~ EP.4 왕세자 선발게임
설날 기념 한복을 입은 멤버들의 전통 놀이와 떡국 만들기

#### EP.5
스튜디오에서 다양한 게임을 하며 미션을 수행한다.

#### EP.6
안무 연습실에 모인 멤버들! 퀴즈쇼를 하며 미션을 수행한다.

#### EP.7 ~ EP.8 간식 획득 배 빙고게임
숙소에서 진행한 TO DO. 빙고를 채우면 간식을 획득할 수 있다.

#### EP.9 ~ EP.10
모험과 신비의 나라! 놀이공원에서 펼쳐지는 투모로우바이투게더 팀 대항전.
멤버들은 두 팀으로 나누어 미션을 수행한다. | 숨겨진 응원봉을 찾는 추격전을 진행했다.

#### EP.11 ~ EP.12 어쩌다 놀러 간 하루
글램핑장에 놀러간 멤버들! 글램핑을 즐기는 동안 각자 받은 미션을 카메라로 찍는다.

#### EP.13 내가 도자기가 될 상인가
자신을 캐릭터화 시켜 그려본 뒤 도자기로 재탄생 시킨다.

#### EP.14 편의점의 달인
2팀으로 나누어 3가지의 미션을 통해 편의점의 달인이 되어본다.

#### EP.15 ~ EP.16 어느날 머리에서 우정이 자랐다
단체전으로 진헹하며 우정 테스트를 통해 투모로우바이투게더의 우정도를 알아본다.

## <TO DO X TOMORROW X TOGETHER 2>

### 방송 기간
2020년 6월 15일 ~  2020년 8월 10일 (9부작)

### 오프닝
꿈의 장: ETERNITY의 타이틀곡 '세계가 불타버린 밤, 우린...'으로 오프닝이 시작되었다.

### 에피소드

#### EP.17 I ♥ 분식
미션을 통하여 재료를 획득 후 멤버들이 직접 떡볶이, 어묵탕, 김밥, 슬러시, 달고나 커피를 만든다.

#### EP.18 ~ EP.19 그냥 예능을 하면 안 되는 걸까?
총 5라운드로 진행되는 미션을 한 후 마지막 라운드에서 스파이를 알아낸다.

#### EP.20 ~ EP.21 벌칙 폭탄 제거반
3종의 벌칙이 담긴 벌칙폭탄을 서로에게 돌려 제거하라!
멤버들의 눈치 싸움, 순발력, 체력을 볼 수 있다.

#### EP.22 ~ EP.23 소원은 돌아오는 거야 (상반기 결산)
EP.1에서 적은 소원을 다시 쓸 수 있는 기회.
멤버들은 각자 소원칸을 새로 작성하여 룰렛칸을 채우고 채워진 룰렛을 돌려 소원을 새로 써본다.

#### EP.24 ~ EP.25 지난여름 네가 한 일을 알고 있다!
2020 여름 패키지 게임으로 준비된 TO DO.
1등을 제외한 모두에게는 벌칙으로 번지점프가 기다리고 있다!

## <TO DO X TOMORROW X TOGETHER 3>

### 방송 기간
2020년 11월 23일 ~ 2021년 5월 10일 (25부작)

### 오프닝
MINISODE1: Blue Hour의 타이틀곡 '5시 53분의 하늘에서 발견한 너와 나'로 오프닝이 시작되었다.

### 에피소드

#### EP.26 ~ EP.27 투두 서점
서점에 모인 투모로우바이투게더! 미션을 통해 아이템을 획득 후 정답 단어를 맞춘다.

#### EP.28 Can't you see me?
방 탈출이 아닌 집 탈출. 멤버들이 다 같이 힘을 모아 집 탈출에 도전한다.

#### EP.29 투두 패션왕~!
각자 뽑은 아이템을 포함해 스타일을 완성하라!
투모로우바이투게더 내 패션에 일가견 있는 멤버들이 다른 멤버들을 각각 스타일링 한다.

#### EP.30 ~ EP.31 타임 어택 시티
키자니아에 모인 멤버들. 직업 체험존 곳곳의 미션마다 도전하여 최단 기록을 남겨야 한다.

#### EP.32 ~ EP.34 포도알 대방출! 1주년 기념 파티
파티장 가는 길에 EP.25에서 정한 번지점프를 뛰고, 파티를 위한 준비물을 미션을 통해 획득한다.

#### EP.35 ~ EP.36 내가 너의 이름을 적어주었을 때 너는 아웃되었다
곳곳에 숨겨진 빨간펜과 파란펜을 찾아 노트에 이름을 적어라!
총 2라운드로 이름이 가장 많이 남은 멤버가 1등을 차지한다.

#### EP.37 ~ EP.38 TODO e스포츠 대전
어몽어스, 크레이지 아케이드, 서든어택을 통해 투모로우바이투게더 내 게임 최강자를 알아 본다.

#### EP.39 야! 너두 타이쿤 할 수 있어
투두 식당을 오픈해 주문부터 요리, 서빙, 마무리까지 하는 모습을 보여준다.

#### EP.40 원데이 홈트 스쿨
헬스장에 모인 멤버들. 다섯 멤버가 합쳐 1,500kcal를 소모하면 성공.
각자 소모량을 체크 후 가장 낮은 소모량을 기록한 멤버는 홀로 보충 수업을 받게 된다.

#### EP.41 관찰 보고서 553 근데 이제 방 탈출을 곁들인
여러 방에 갇혀 있는 멤버들이 다 같이 힘을 모아 여러 가지 열쇠와 퀴즈를 풀어 방을 탈출한다.

#### EP.42 ~ EP.43 BACK TODO 7080
롤러장에 모인 멤버들! 질문을 듣기 전 YES 또는 NO를 미리 말하고 대답에 맞게 질문을 수행한다.

#### EP.44 쿵짝쿵짝 투둠칫
리듬이 일상인 투모로우바이투게더. 리듬에 몸을 맡기는 하루가 되어본다.
HYBE Labels 아티스트의 음악을 즐길 수 있는 리듬게임인 리듬 하이브를 하는 모습을 볼 수 있다.

#### EP.45 ~ EP.46 쁘띠양과자점 투두베이커리
일일 파티시에가 된 멤버들이 직접 빵 만들기에 도전한다.

#### EP.47 ~ EP.48 모아[6]상사
모아 상사에 출근해 주어진 주제를 듣고 논리적으로 클라이언트의 마음을 움직여 모아봉을 다 키면 미션 성공!

#### EP.49 볼링 특집
볼링장에서 진행된 투두. 다섯 명의 볼링 합산 점수가 높아질 때마다 선물을 획득한다.

#### EP.50 웰컴 TODO 아케이드
오락실에서 게임을 한 후 티켓을 얻어 모아 매점에서 원하는 것을 교환할 수 있다.

## <TO DO X TOMORROW X TOGETHER 4>

### 방송 기간
2021년 6월 21일 ~ 2021년 7월 26일 (6부작)

### 오프닝
혼돈의 장: FREEZE의 수록곡 'No Rules'로 오프닝이 시작되었다.

### 에피소드

#### EP.51 ~ EP.54 내일도 함께하자♥
투두 최초로 떠나는 1박 2일 여행! 게임도 하고 맛있는 것도 먹으며 즐거운 시간을 보낸다.

#### EP.55 ~ EP.56 CH.MOA
모든 프로그램에 투모로우바이투게더만 출연한다면? 예능, 교양, 음악쇼, 광고까지 모두 투모로우바이투게더로만 채워본다.

## <TO DO X TOMORROW X TOGETHER 5>

### 방송 기간
2021년 11월 8일 ~ 2022년 4월 11일 (23부작)

### 오프닝
혼돈의 장: FREEZE의 수록곡 'No Rules'로 오프닝이 시작되었다.

### 에피소드

#### EP.57 ~ EP.58 펜캉스는 훼이크다
멤버들은 돌아가며 시간의 주인이 되어 각자 원하는 놀이를 할 수 있다.

#### EP.59 ~ EP.60 슬기로운 경찰생활
신고가 들어올 때마다 미션을 통해 해결한다. 10건의 신고를 처리하고 마지막으로 상황극에 성공하면 퇴근한다.

#### EP.61 ~ EP.62 네 멤버를 알라
1교시부터 5교시까지 총 5교시에 거쳐 멤버들에 대한 수업을 들은 후 이를 토대로 퀴즈를 맞춘다.

#### EP.63 ~ EP.64 해피 홀리데이 파티
미션을 성공하는대로 선물을 가져갈 수 있다. 선물 바꾸기 게임을 통하여 갖고 있던 선물을 바꿀 수도 있다.

#### EP.65 ~ EP.66 두 돌잔치
두 돌을 맞이해 TODO에게 편지를 쓰고, 돌 사진을 찍는다.

#### EP.67 액션 페인팅
멤버들의 창의력과 장꾸력을 볼 수 있는 시간! 작품도 만들고 서로가 서로를 꾸며주었다.

#### EP.68 ~ EP.69 바리스타가 된 STAR...★
원두로 에스프레소 내리기부터 다양한 메뉴 만들기까지 직접 도전한다.

#### EP.70 ~ EP.71 얘들아 나 먼저 갈겡!
바쁜 연말을 보내고 있는 멤버들을 위해 투두가 마련한 조기 퇴근의 기회!
게임을 통해 100pt를 달성하면 그 즉시 퇴근.

#### EP.72 ~ EP.73 천하제일 봄의 요정 선발대회
봄 특집. 여기저기 돋아난 새싹들을 모아 온실에 심어주면 심은 새싹 수만큼 뽑기를 할 수 있다.
뽑기를 통해 가장 많은 꽃을 피우는 요정이 우승한다.

#### EP.74 ~ EP.75 승부사들
최강 승부사를 뽑기 위해 다섯 명의 승부사가 모였다.
숨막히는 심리전 그 끝에 최고의 자리에 오르는 멤버는 과연 누가 될 것인가.

#### EP.76 최강의 요리비결
투모로우바이투게더 요리 고수로 급부상한 태현이의 요리를 확인하는 시간. 태현이 요리를 하면 멤버들이 평가지를 작성한다.

#### EP.77 ~ EP.78 강태현의 뒷목식당
EP76에서 태현이 만든 요리를 나머지 멤버들이 똑같이 만들어본다.

#### EP.79 PC Bang[9]
PC방에 모인 멤버들. 주문한 음식을 먹기 위해서는 제작진과의 게임 대결에서 이겨야만 얻을 수 있다.

## <TO DO X TOMORROW X TOGETHER 6>

### 방송 기간
2022년 5월 30일 ~ 2024년 9월 2일

### 오프닝
MINISODE2: Thursday's Child의 타이틀곡 'Good Boy Gone Bad'로 오프닝이 시작되었다.

### 에피소드

#### EP.80 ~ EP.82하이브무법자들
회사 곳곳을 돌아다니며 투두 스티커가 붙어있는 아이템을 주워 자유롭게 즐기면 된다.
동물의 숲 형태로 NPC를 통해 중요한 힌트나 아이템을 획득할 수 있다.